# Lucio Fontana
Lucio Fontana (Rosario, 19 febbraio 1899 – Comabbio, 7 settembre 1968) è stato un pittore, ceramista e scultore argentino naturalizzato italiano.
Nato in Argentina, da famiglia italiana, a Milano frequentò l'Accademia di Brera dedicandosi alla scultura; rientrato a Buenos Aires redasse il Manifiesto blanco con cui pose le basi del movimento spazialista. Nei primi anni 50 realizzò tele con buchi a cui fecero seguito i celebri "tagli". Nelle sue realizzazioni artistiche utilizzò numerose tecniche, sia in pittura che in scultura che nella ceramica.
«Nelle pieghe del dibattito che divide l'arte italiana del Dopoguerra, tra richiami togliattiani all'ordine, assecondati dal neorealismo figurativo di Renato Guttuso, e provocazioni concettuali (Piero Manzoni che inscatola e numera la Merda d'artista), si impone un artista che mira a un'immagine pura, aerea, assoluta. Già alla Biennale di Venezia del 1949 Fontana attira la perplessità dei critici e il dileggio del pubblico con le tele bucate che chiama Concetti spaziali».

## Biografia
Lucio nasce a Rosario da una relazione fra Lucia Bottini, figlia dell’incisore svizzero Jean e che poi sposerà Juan Pablo Maroni, e il padre italiano Luigi Fontana (1865-1946), scultore, che terrà con sé il figlio e sposerà successivamente Anita Campiglio, considerata sempre da Fontana come una vera mamma.
La famiglia Fontana era abbastanza agiata, quindi il giovane Lucio viene mandato in Italia a studiare prima in importanti collegi e poi all’Istituto tecnico Carlo Cattaneo e al liceo artistico di Brera.
Nel 1917, durante la prima guerra mondiale,  si arruola volontario nel Regio esercito.
Nel 1921, ottenuto il diploma di perito edile fa ritorno in Argentina. Nel 1924 dopo aver lavorato con il padre apre il suo studio a Rosario abbandonando lo stile realistico del padre e guardando invece i modi cubisti di Aleksandr Archipenko come in Nudo (1926) e in La mujer y la balde (1927). Nella prima opera si notano influenze di Alexander Archipenko e del secessionismo, mentre nella seconda opera si nota la lezione di Aristide Maillol.
Nel 1927 torna a Milano e si iscrive all’Accademia di Brera, diplomandosi nel 1930. Subisce l'influenza del suo professore Adolfo Wildt.
Dirà nel 1963 “Avevo per guida un grande maestro: Wildt, ero considerato l’allievo migliore del corso. E Wildt, anzi, mi aveva espresso più volte che io diventassi continuatore della sua arte. Invece, appena uscito dall’Accademia, ho preso una massa di gesso, le ho dato una struttura approssimativamente figurativa di un uomo seduto e le ho gettato addosso del catrame. Così, per una reazione violenta. Wildt si è lamentato, e cosa potevo dirgli? Avevo una grande stima di lui, gli ero riconoscente, ma a me interessava trovare una nuova strada, una strada che fosse tutta mia.”
È nata così una delle opere più importanti del primo periodo di Fontana: L’uomo nero (1930- oggi perduta). Ricordando opere di Archipenko e Zadkine cerca un ritorno alle origini della forma. Il catrame nero e la massa quasi informe, sono in contrasto con il recupero delle forme romane ed etrusche di Arturo Martini e Marino Marini.
Insieme a Renato Birolli e Aligi Sassu ritiene l’espressionismo una alternativa alla moda del Novecento come in Campione olimpico (o Campione in attesa) (1932).
Realizza anche numerose ceramiche dai colori vivaci.
Conosce le avanguardie architettoniche milanesi: Figini e Pollini e il gruppo BBPR cioè: Belgioioso, Banfi, Peressutti, Rogers. Ha acquisito la lezione di Le Corbusier. La vicinanza all’architettura è visibile chiaramente nel monumento a Giuseppe Grandi (Il grande scultore della "Scapigliatura" lombarda) purtroppo mai realizzato (1931) e progettato insieme con il cugino architetto Bruno Fontana e l’ingegnere Alcide Rizzardi. Il progetto prevede un cono rovesciato e dei cristalli. Si nota la derivazione dalle opere costruttiviste e razionaliste: vedi Melnikov (Faro di Colombo 1929) e Tatlin (monumento alla III Internazionale).
Negli anni trenta Fontana è sempre in bilico tra figurazione espressionista e rarefazione della forma e bidimensionalità. Vedi Il fiocinatore (1934) o Scultura astratta (1934).
Nel 1937 si reca a Parigi per l’Esposizione universale. Conosce Tristan Tzara e Costantin Brancusi e vede le opere di Picasso. Visita i laboratori di ceramica di Sèvres e realizza nuove ceramiche. 
Nel 1939 realizza per la Casa del Fascio di Milano i bassorilievi "Volo di Vittorie".
Dal 1940 al 1947 vive ancora in Argentina e insieme con altri artisti astratti scrive il Manifiesto blanco: Si richiede un cambiamento nell'essenza e nella forma. Si richiede il superamento della pittura, della scultura, della poesia e della musica. È necessaria un'arte maggiore in accordo con le esigenze dello spirito nuovo.
Nel 1947 insieme con Beniamino Joppolo, Giorgio Kaisserlian, Milena Milani  fonda lo Spazialismo, movimento artistico che viene sostenuto dalla Galleria del Cavallino di Venezia, e scrive il Primo Manifesto dello Spazialismo: "È impossibile che l'uomo dalla tela, dal bronzo, dal gesso, dalla plastilina non passi alla pura immagine aerea, universale, sospesa, come fu impossibile che dalla grafite non passasse alla tela, al bronzo, al gesso, alla plastilina, senza per nulla negare la validità eterna delle immagini create attraverso grafite, bronzo, tela, gesso, plastilina".  Seguito poi dal Manifesto tecnico dello spazialismo nel 1951 ("La prima forma spaziale costruita dall'uomo è l'aereostato. Col dominio dello spazio l'uomo costruisce la prima architettura dell'Era Spaziale- l'aeroplano. A queste architetture spaziali in movimento trasmetteranno le nuove fantasie dell'arte. Si va formando una nuova estetica, forme luminose attraverso gli spazi. Movimento, colore, tempo, e spazio i concetti della nuova arte".). Alla fine degli anni quaranta, collabora con la Fontana Arte alla realizzazione di basi in ceramica per tavoli e tavolini (su disegno dell'architetto Roberto Menghi), e con la ditta Borsani.
Nel 1952 segue il Manifesto del movimento spaziale per la televisione: "Noi spaziali trasmettiamo, per la prima volta nel mondo, attraverso la televisione, le nostre nuove forme d'arte, basate sui concetti dello spazio, visto sotto un duplice aspetto:
il primo quello degli spazi, una volta considerati misteriosi ed ormai noti e sondati, e quindi da noi usati come materia plastica;
il secondo quello degli spazi ancora ignoti del cosmo, che vogliamo affrontare come dati di intuizione e di mistero, dati tipici dell'arte come divinazione.
La televisione è per noi un mezzo che attendevamo come integrativo dei nostri concetti. Siamo lieti che dall'Italia venga trasmessa questa nostra manifestazione spaziale, destinata a rinnovare i campi dell'arte".
Le sue tele monocrome, spesso dipinte a spruzzo, portano impresso il segno dei gesti precisi, sicuri dell'artista che, lasciati i pennelli, maneggia lame di rasoio, coltelli e seghe. Tutto è giocato sulle ombre con cui la luce radente sottolinea le soluzioni di continuità.
L'opera Il fiore (o Concetto spaziale) del 1952 introduce il movimento: un fiore costituito da lamelle di ferro verniciato di giallo con una serie di buchi ordinati e in movimento tra di loro. Ma forse l'opera più interessante di questo periodo è la Struttura al neon per la IX Triennale di Milano del 1951. Un neon continuo che si intreccia più volte appeso a un soffitto colorato di blu (progettato insieme con gli architetti Baldessari e Grisotti) e sembra cristallizzare il movimento di una torcia elettrica oppure il movimento di uno schizzo su carta (come si può vedere dagli schizzi preparatori) simile ai tracciati spiraliformi di Hans Hartung. Nei successivi anni '50 realizzerà una serie di opere sempre più rappresentative del pensiero informale. La serie delle Pietre, la serie dei barocchi e quella dei gessi. Conosce Yves Klein, che a sua volta lo ammira. Fontana apre un varco verso una ricerca di infinito, di spazio, di spiritualità. La stessa ricerca di spiritualità operata da Kandinskij, Pollock, Yves Klein e da Rothcko.
Fontana giunge alla sua poetica delle opere più famose (i tagli sulla tela), nel 1958, meditando la lezione del barocco, in cui, come egli scrisse le figure pare abbandonino il piano e continuino nello spazio. Come gesti apertamente provocatori vanno intese certe sue tele monocrome che, quali i buchi e i tagli, scandalizzarono il pubblico anche per la facilità con cui è possibile rifarle. Su uno sfondo sempre più monocromo, egli incide la tela con uno o più tagli per cui si interrompe la illusorietà della tela come supporto per un disegno e l'opera diventa una materia che tramuta la tela in una scultura tridimensionale. Le tele caratterizzate dai tagli sono chiamate anche Concetto spaziale-Attese (o Attesa) a seconda del numero dei tagli. Le tele all'inizio presentano molti tagli anche disposti in serie più o meno ordinate e sono colorate con aniline; in seguito i tagli si riducono, le tele sono colorate con idropittura e i tagli chiusi nel retro da garza nera. Dietro ogni tela dei concetti spaziali vi è presente una frase ironica, surreale o poetica scritta a mano da Fontana. Si dice che fosse un appiglio per una perizia calligrafica.

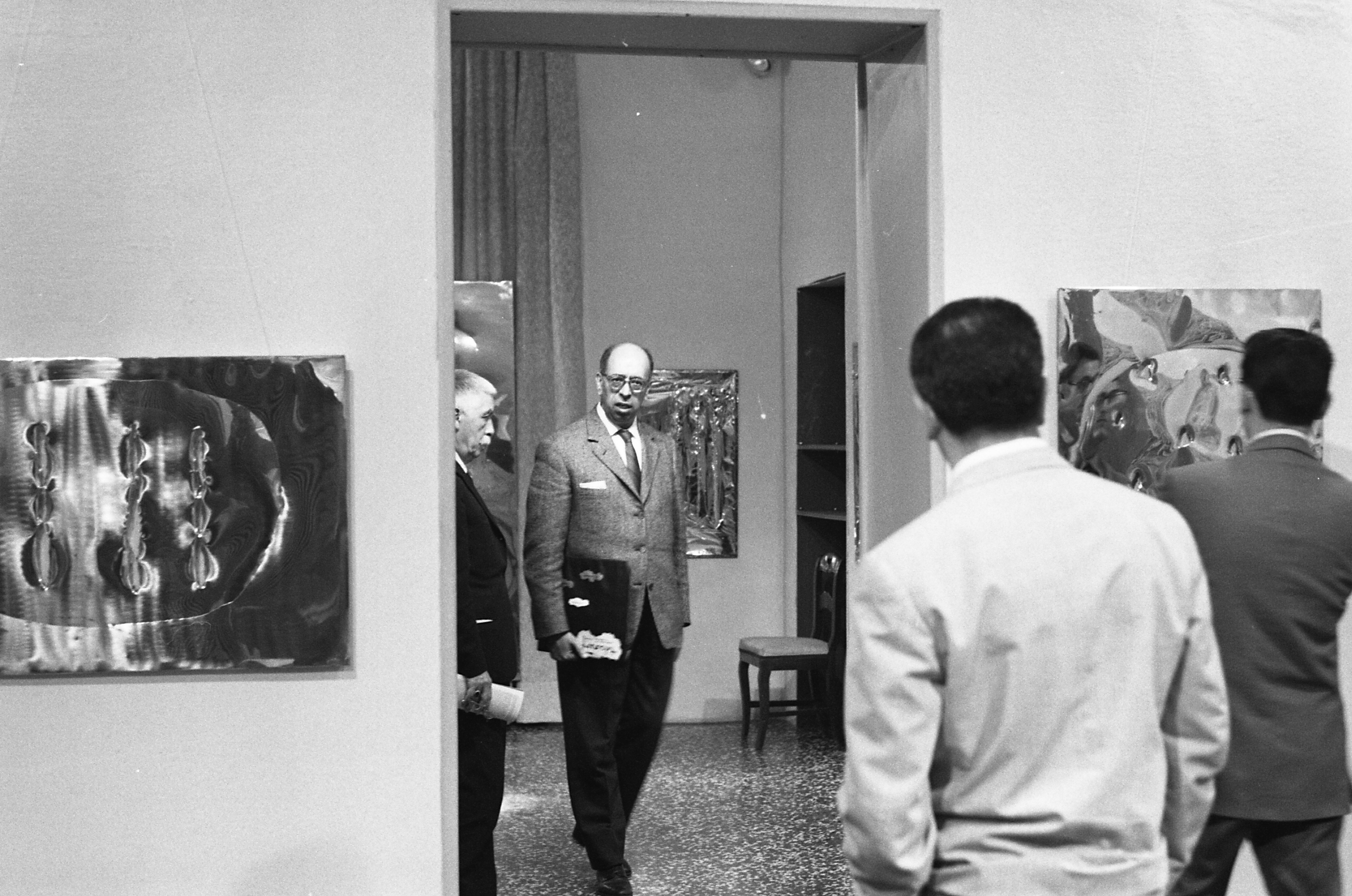
Inaugurazione della mostra di Lucio Fontana presso la Galleria Ariete, Milano

È stato pittore, scultore, ceramista, mosaicista, ha trattato il Cemento Dipinto, ha praticato anche l'Architettura.
In Piazza Pozzo Garitta, ad Albissola Marina, si trova lo "Spazio Lucio Fontana" dove, negli anni '50 e '60, era ubicato l'atelier dell'artista, che, per la locale "Passeggiata degli artisti" fece un disegno per un mosaico e fuse una scultura metallica. Ad Albissola Marina, lavorò anche in via Ferdinando Isola, nella Fornace "APA Assalini Poggi Albisola". Agli inizi degli anni Sessanta ebbe corrispondenze con degli ammiratori, fra questi col critico d'arte Franco Russoli e il suo amico Giancarlo Tognoni
. Nel 1963-64 espone alla mostra Peintures italiennes d'aujourd'hui, organizzata in medio oriente e in nordafrica.
Morì a Comabbio, in provincia di Varese, il 7 settembre del 1968, all'età di 69 anni.

## La Fondazione
La moglie Teresita Rasini, nel 1982, ha dato vita alla Fondazione Lucio Fontana, alla quale lasciò oltre seicento opere dell'artista e di cui è stata presidente fino alla sua scomparsa nel 1995. La fondazione collabora all'organizzazione di mostre, ospitate da importanti istituzioni pubbliche o private come: la grande antologica, la mostra Guggenheim, la personale itinerante, in Giappone e l'esposizione al Centre Pompidou di Parigi. Attualmente la presidente della fondazione è Silvia Ardemagni.
Il 12 aprile del 2008 nella sala d'asta di Christie's di Londra, l'opera dell'autore "Concetto spaziale. Attesa", stimata tra i 3,5 e i 5,5 milioni di sterline, è stata aggiudicata nell'asta "Post-War and Contemporary Art" a 6.740.500 sterline, pari a 9.018.789 euro.

## Opere (elenco parziale)
Ecco raggruppati per tema le serie di opere di Lucio Fontana:
Le Sculture (1925-1967), San Giorgio (1931-1938), I Buchi (1949-1968), Le Pietre (1952-1956), I Barocchi (1954-1957), I Gessi (1954-1958), Gli Inchiostri (1956-1959); Gli Olii (1957-1968), I Tagli (1958-1968), I Quanta (1959-1960), Le Nature (1959-1960), I Metalli (1961-1968), La Fine Di Dio (1963-1964); I Teatrini (1964-1966), Le Ellissi (1964-1967), Le Ambientazioni (1926-1968), I Disegni (1928-1968), Le Ceramiche (1949-1968).
- L'uomo nero, 1930
- Cavallo, 1935-36, Firenze, Collezione Roberto Casamonti, Firenze
- Via Crucis bianca, 1955, Milano, Museo diocesano
- Apparizione del Sacro Cuore a Santa Margherita Maria Alacoque, 1955, Milano, Museo San Fedele
- Concetto spaziale. L'inferno, 1956, Collezione Roberto Casamonti, Firenze
- Concetto spaziale, 1957, pavimento musivo, Cantù, ex Palazzo delle esposizioni mobili
- Via Crucis, 1957, Milano, Museo San Fedele
- Concetto spaziale. Forma, 1958, Firenze, Collezione Roberto Casamonti
- Concetto spaziale. Attese, 1961, Pedrignano, Collezione Barilla di Arte Moderna
- Concetto spaziale. Venezia d'argento, 1961
- Concetto spaziale, 1961-62, Pieve di Cento, MAGI '900 - Museo delle eccellenze artistiche e storiche
- Concetto spaziale, 1961, Milano, Museo San Fedele
- Concetto spaziale, 1962, ceramica, Stellenbosch, Rupert Museum
- Concetto spaziale, 1962, Firenze, Collezione Roberto Casamonti
- Concetto spaziale. La fine di dio, 1963
- Concetto spaziale. Attese, 1963
- Concetto spaziale. Teatrino, 1964
- Concetto spaziale. Attesa, 1965, Firenze, Collezione Roberto Casamonti
- Concetto spaziale. Ovale, 1968
- Il cielo di Venezia a mare
- Mezzogiorno a Piazza San Marco
- Mobile con piano in vetro specchiato (con Osvaldo Borsani)

## Studio Fontana
A partire dal 27 marzo 1965 lo Studio Fontana ospita la mostra Zero Avantgarde. Oltre alle sue opere, sono esposte quelle degli artisti Nobuya Abe, Armando, Bernard Aubertin, Hans Bischoffshausen, Agostino Bonalumi, Pol Bury, Enrico Castellani, Hermann Goepfert, Hans Haacke, Yves Klein, Yayoi Kusama, Walter Leblanc, Adolf Luther, Heinz Mack, Piero Manzoni, Christian Megert, Henk Peeters, Otto Piene, George Rickey, Jan Schoonhoven, Turi Simeti, Jesús-Rafael Soto, Paul Talman, Erwin Thorn, Giancarlo Tognoni, Günther Uecker, Jef Verheyen, Nanda Vigo, Herman de Vries.